# Імперський бумеранг
Імперський бумеранг або бумеранг Фуко — теза про те, що уряди, які застосовують репресивні методи для контролю над колоніальними територіями, зрештою приходять до застосування таких самих методів всередині країни проти власних громадян.

## Витоки
Цю концепцію висунули Ганна Арендт у «Витоках тоталітаризму» та Еме Сезер у «Дискурсі про колоніалізм» для пояснення походження європейського фашизму в першій половині 20 століття. За словами їх обох, методи Адольфа Гітлера та нацистської партії не були винятковими з точки зору всього світу, оскільки європейські колоніальні держави вбивали мільйони людей по всьому світу під час колонізації протягом дуже тривалого часу. Скоріше, ці методи були винятковими в тому, що їх застосовували до європейців у межах Європи, а не до колонізованого населення на глобальному півдні.
У своїй книзі «Витоки тоталітаризму» Ганна Арендт розглядає радянський і нацистський режими в одному ряду з європейськими колоніями в Африці та Азії, як їхнє пізніше і моторошне перетворення. Вона аналізує російський панславізм як стадію у розвитку расизму та тоталітаризму. Її аналіз продовжив Олександр Еткінд у книзі «Внутрішня колонізація. Імперський досвід Росії».

### Зв'язок з Фуко
У своїй лекції 1976 року «Суспільство треба захищати» Мішель Фуко розвинув ці ідеї. На його думку:
Хоча колонізація з її методами, політичними та юридичними інструментами, вочевидь, перенесла європейські моделі на інші континенти, вона також справила значний ефект бумеранга на механізми влади на Заході, а також на апарати, інституції та методи влади. Цілий ряд колоніальних моделей був повернутий назад на Захід, і в результаті Захід став практикувати щось схоже на колонізацію, або внутрішній колоніалізм, на собі самому.

## Використання
Бумеранг Фуко використовувався для пояснення усе більшої мілітаризації поліції та її застосування всередині країни у відповідь на політичний протест у міських центрах. Таке застосування також поширилося в усьому світі, оскільки глобалізація мілітаризованого поліційного контролю продовжує залишатися ключовим аспектом сучасної зовнішньої політики західних колоніальних держав, таких як Сполучені Штати, чиї ранні експерименти з розробки комплексних державних апаратів примусу та методи боротьби з повстанцями почалися під час колонізації Філіппін.